# Monsters (album de Jerry Lee Lewis)
Pour les articles homonymes, voir Monsters.
Albums de Jerry Lee Lewis
Touching Home
(1971) Would You Take Another Chance on Me?
(1971)
Monsters est une compilation de Jerry Lee Lewis, enregistrée sous le label Sun Records et sortie en 1970 ou 1971. L'album a été publié, à nouveau, en 1999, en version CD, sous le nom : Jerry Lee Lewis – Monsters & Roots.

## Liste des chansons
1. Don't Be Cruel (Otis Blackwell/Elvis Presley)
2. Your Cheatin' Heart (Hank Williams)
3. Save the Last Dance for Me (Doc Pomus/Mort Shuman)
4. Pink Pedal Pushers (Carl Perkins)
5. Good Golly Miss Molly (Robert "Bumps" Blackwell/John Marascalco)
6. Matchbox (Carl Perkins)
7. Be-Bop-A-Lula (Tex Davi /Gene Vincent)
8. Jailhouse Rock (Jerry Leiber et Mike Stoller)
9. Drinkin' Wine, Spo-Dee-O-Dee (Sticks McGhee/J. Mayo Williams)
10. Honey Hush (en) (Big Joe Turner)
11. Singing the Blues (en) (Melvin Endsley (en))